# Paul Ginsparg
Paul Ginsparg (nacido en 1955) es un físico famoso por su desarrollo del repositorio de borradores de artículos académicos ArXiv y sus contribuciones a la física teórica.

## Carrera en ciencias físicas.
Es graduado por la Syosset High School, Syosset, Nueva York. Se graduó en la Universidad de Harvard en física, y se doctoró en la Universidad Cornell en física de partículas. Como profesor ayudante impartió clase en el departamento de física de esta universidad hasta 1990.
Su contribución, el archivo de borradores, se desarrolló mientras era miembro de plantilla de Los Álamos]]l, 1990–2001. Desde 2001, Ginsparg ha sido profesor de Ciencias de la Física, Computación e información en la Universidad Cornell.
Ha publicado artículos de física en las áreas de teoría cuántica de campos, teoría de cuerdas, teoría conforme de campos y gravedad cuántica. Suele realizar aportaciones sobre el mundo cambiante de la física en la era de la información.

## Reconocimientos
Ha sido reconocido por el premio P.A.M. (physics astronomy math) de la Special Libraries Association, denominado por la publicación Lingua Franca "Tech 20", elegido como miembro de la American Physical Society, premiado con un Premio MacArthur en 2002, recibió el premio del Council of Science Editors por logros meritorios, y recibió el premio Paul Evans Peters Award de Educause, ARL, y de la CNI.
Fue miembro del Radcliffe Institute Fellow entre 2008–2009.

## Publicaciones
- "Creating a global knowledge network", UNESCO Expert Conference on Electronic Publishing in Science, Paris, 19–23 February 2001, Second Joint ICSU Press
- Fluctuating geometries in statistical mechanics and field theory, Editores François David, Paul Ginsparg, Jean Zinn-Justin, Elsevier, 1996, ISBN 9780444822949
- "First Steps toward Electronic Research Communication", Gateways to knowledge: the role of academic libraries in teaching, learning, and research, Editor Lawrence Dowler, MIT Press, 1997, ISBN 9780262041591